# 吴宝路站
吴宝路站位于上海市闵行区沪青平公路吴宝路口两侧的中央隔离带，为上海公交71路及其区间车共用的地面岛式车站，是分离式岛式站台。
该车站为西段架空线网(吴宝路—水城南路)起点。电车驾驶员驾驶车辆进站时应升降集电杆。

## 车站構造
吴宝路站为分离式岛式月台，由两个1面1线地面车站组成，站台设有半高屏蔽门，靠路口一侧均设有无障碍通道。
该站点开工于2016年6月25日，于2017年2月1日清晨正式投入使用。
延安路中运量系统工程・吴宝路站 月台和车道配置
|                            | ■71路 · 71区间 | 上行(申昆路枢纽站)       |
| 月台 – 往黄陂北路 开左边门 | 吴宝路口       | 月台 – 往申昆路 开左边门 |
| 下行(航新路)               | ■71路 · 71区间 |                          |

## 周边设施
- 站点西面：虹渝高架路
- 站点东北面：上海虹桥机场跑道

## 公交换乘
附近有两个常规公交站点：
- 吴家巷（沪青平公路吴宝路）[7]：91路、91路、173路、320路夜宵（含区间）、虹桥枢纽1路、闵行18路
- 七莘路沪青平公路：91路、189路、196路、748路、虹桥枢纽4路、南江线

## 车站出口
此车站有两个出入口。
- 往市区方向站体的出入口位于吴宝路口，同时是西侧人行横道的安全岛。
- 往申昆路方向站体的出入口位于吴宝路口，同时是东侧人行横道的安全岛。